# Hanns Heinz Ewers
Hanns Heinz Ewers (ur. 3 listopada 1871 w Düsseldorfie, zm. 12 czerwca 1943 w Berlinie) – niemiecki poeta i pisarz. Znany głównie jako autor z gatunku grozy i horroru, bardzo popularny w pierwszych dziesięcioleciach XX wieku, zyskał sławę jeszcze za życia, a niektóre jego dzieła doczekały się ówczesnych ekranizacji.
W początkowym okresie działalności NSDAP H.H. Ewers był krótko jej członkiem. Jego utwory cieszyły się patronatem medialnym między innymi Goebbelsa. Pisarz nie popierał jednak antysemickich poglądów nazistów; z NSDAP poróżniła go również jego homoseksualność. Ostatecznie Ewers opuścił partię, a w 1934 roku większość jego dzieł została zakazana. Autor popadł w polityczną niełaskę i zapomnienie.
W Polsce twórczość Ewersa popularyzowana była przez współczesnego mu Stanisława Przybyszewskiego. Według polskiego pisarza powieść Alraune, czyli najgłośniejszy utwór Niemca, to jedno z największych osiągnięć literatury z początku XX wieku, nadająca nowy kierunek rozwoju tej sztuki. W 1922 we Lwowie zostało wydane tłumaczenie w języku polskim Wampira. Powieści zdziczenia ze strzępów i barw, którą Ewers napisał w 1916 roku, jednak z powodu kontrowersyjnego tła historycznego, została ona zakazana zarówno w Niemczech, jak i USA. Ostatecznie pierwsze jej wydanie pojawiło się w 1921.
Polski czytelnik mógł też zaznajomić się z twórczością Hannsa Heinza Ewersa m.in. za pośrednictwem zbiorów opowiadań – Opętani, Żydzi z Jêb oraz Dama Tyfusowa.